# Kasztelania sieradzka
Kasztelania sieradzka – kasztelania w Sieradzu powstała na przełomie XI i XII w.
Rozciągała się na powierzchni ok. 5500 km² i była najrozleglejszą spośród wchodzących w skład księstwa łęczyckiego, księstwa sieradzkiego, a później województwa sieradzkiego. Jej zasięg wytyczały na północy wsie: Chodaki, Zadzim, Lubola i Tomisławice; na zachodzie Żerechów, Socha, Witów, Zagajew, Raczków, Orzeżyn, Brudzew, Czajew, Godynice, Klonowa i Kopaniny; na południu doliny rzek Strugi Węglewskiej i Oleśnicy; na południowym wschodzie Wola Wiązowa, Kuźnica, Szczerców, dolina Widawki, następnie jej dopływu Rakówki oraz wsie: Rożniatowice, Kociszew, Śladkowice, Bychlew i Stara Gadka; na północnym wschodzie dolina Neru. W jej skład wchodziło również terytorium (ok. 200 km²) opola chropskiego (okolice dzisiejszych Pabianic).
Józef Kobierzycki w swych Przyczynkach do dziejów ziemi sieradzkiej zamieścił listę 65 kasztelanów sieradzkich poczynając od Roberta h. Korab (1081), Piotra Dunina Włostowica h. Łabędź (1117), Hinczy z Rogowa h. Działosza (1190), a kończąc na Pawle Poraju Biernackim h. Poraj (1826).
Wprowadzone w II połowie XIV w. na miejsce kasztelanii powiaty (np. powiat sieradzki), wywodzące się z okręgów sądowych, dopiero w następnym stuleciu stały się jednostkami podziału terytorialnego. W razie potrzeby, np. przy zbieraniu podatków, korzystano z kościelnego podziału terytorium na parafie, bowiem aż do XIX w. nie wykształcono w Polsce niższych jednostek administracji państwowej.

## Kasztelanowie sieradzcy
| Grafika | Okres sprawowania urzędu | Kasztelan                          | Dalsza kariera           | przypisy |
| ------- | ------------------------ | ---------------------------------- | ------------------------ | -------- |
|         | 1291–1298                | Zbigniew Bąk z Brzezia             | wojewoda sieradzki       | [ 5 ]    |
|         | 1305-1316                | Klemens z Mierzyna                 | wojewoda sieradzki       | [ 5 ]    |
|         | 1318–1343                | Wacław Lis z Lutomierska           |                          | [ 5 ]    |
|         | 1343–1346                | Wacław z Lutomierska               |                          | [ 5 ]    |
|         | 1354–1359                | Chebda ze Służewa                  | wojewoda sieradzki       | [ 5 ]    |
|         | 1359–1369                | Świętopełk Bechcicki z Irządz      | wojewoda sieradzki       | [ 5 ]    |
|         | 1370                     | Piotr Świnka z Charłupi Wielkiej   |                          | [ 5 ]    |
|         | 1372–1375                | Zbigniew N.                        |                          | [ 5 ]    |
|         | 1381–1384                | Jakub N.                           |                          | [ 5 ]    |
|         | 1390–1398                | Adam Świnka z Charłupi Wielkiej    |                          | [ 5 ]    |
|         | 1399–1430                | Marcin Zaremba                     | wojewoda sieradzki       | [ 5 ]    |
|         | 1431–1452                | Wawrzyniec Zaremba                 | wojewoda sieradzki       | [ 5 ]    |
|         | 1453–1460                | Jan Hińcza z Rogowa                | kasztelan sandomierski   | [ 5 ]    |
|         | 1461–1477                | Jan Zaremba                        | wojewoda sieradzki       | [ 5 ]    |
|         | 1478–1480                | Piotr Dunin z Morawian             | wojewoda brzeskokujawski | [ 5 ]    |
|         | 1483–1484                | Dobiesław Kurozwęcki               | wojewoda lubelski        | [ 5 ]    |
|         | 1485–1501                | Mikołaj Kurozwęcki                 | wojewoda lubelski        | [ 5 ]    |
|         | 1501–1523                | Jan Przerębski                     | zmarł                    | [ 5 ]    |
|         | 1524–1547                | Jakub Przerębski                   |                          | [ 5 ]    |
|         | 1547–1559                | Stanisław Przerębski               |                          | [ 5 ]    |
|         | 1563–1567                | Jan Lutomierski                    | zmarł                    | [ 5 ]    |
|         | 1567–1579                | Andrzej Dembowski                  | zmarł                    | [ 5 ]    |
|         | 1578–1580                | Hieronim Bużeński                  | zmarł                    | [ 5 ]    |
|         | 1581–1585                | Jan Krzysztoporski                 | zmarł                    | [ 5 ]    |
|         | 1587–1588                | Stanisław Przedbor Koniecpolski    | zmarł                    | [ 5 ]    |
|         | 1588–1603                | Hieronim Bużeński                  | zmarł                    | [ 5 ]    |
|         | 1603                     | Stanisław Przerębski               | zmarł                    | [ 5 ]    |
|         | 1603–1612                | Jakub Jan Przerębski               |                          | [ 5 ]    |
|         | 1615–1620                | Jan Rudnicki                       |                          | [ 5 ]    |
|         | 1620–1637                | Maksymilian hr. Przerembski        | wojewoda łęczycki        | [ 5 ]    |
|         | 1628–1637                | Adam Walewski z Walewic            | kasztelan łęczycki       | [ 5 ]    |
|         | 1638–1645                | Jan Koniecpolski                   | wojewoda sieradzki       | [ 5 ]    |
|         | 1646–1649                | Przemysław Bykowski                | zmarł                    | [ 5 ]    |
|         | 1649–1652                | Wojciech Jan Łubieński             | zmarł                    | [ 5 ]    |
|         | 1656–1657                | Hieronim Wierzbowski               | wojewoda brzeskokujawski | [ 5 ]    |
|         | 1658–1662                | Hieronim Grabiński                 | zmarł                    | [ 5 ]    |
|         | 1663–1665                | Zygmunt Karol hr. Przerębski       | wojewoda sieradzki       | [ 5 ]    |
|         | 1666–1679                | Jan Wojciech Męciński z Kurozwęk   | zmarł                    | [ 5 ]    |
|         | 1680–1689                | Melchior Jakub Grudziński          | zmarł                    | [ 5 ]    |
|         | w okresie 1680–1689      | Mikołaj Wiktoryn Grudziński        |                          | [ 5 ]    |
|         | 1690–1692                | Stanisław Małachowski              | wojewoda poznański       | [ 5 ]    |
|         | 1692–1699                | Aleksander Feliks Lipski           | wojewoda kaliski         | [ 5 ]    |
|         | 1699–1703                | Franciszek Bogusław ks. Dönhoff    | zmarł                    | [ 5 ]    |
|         | 1697–1703                | Franciszek Antoni Zapolski         | zmarł                    | [ 5 ]    |
|         | 1710–1729                | Michał Stanisław Tarnowski         | zmarł                    | [ 5 ]    |
|         | 1729–1750                | Antoni Józef Mycielski             | zmarł                    | [ 5 ]    |
|         | 1752–1757                | Kazimierz Jan Rychłowski           | zmarł                    | [ 5 ]    |
|         | 1756–1776                | Jan Antoni Mączyński               | zmarł                    | [ 5 ]    |
|         |                          | Maciej Mycielski                   |                          | [ 5 ]    |
|         | 1776–1780                | Aleksander Józef Nikodem Mączyński | zmarł                    | [ 5 ]    |
|         | 1780–1788                | Władysław Biernacki                | zmarł                    | [ 5 ]    |
|         | 1788–1795                | Paweł Biernacki                    |                          | [ 5 ]    |